# Jefe de jefes
Jefe De Jefes es el título de un álbum de estudio grabado por la banda mexicana Los Tigres del Norte. Fue lanzado al mercado por Fonovisa el 17 de junio de 1997. Este álbum se convirtió en el primero de sus álbumes en alcanzar la primera posición en la lista Billboard de álbumes latinos, recibiendo una nominación para un premio Grammy al mejor disco de música mexicana/mexicana-estadounidense en 1998.
Es el segundo álbum donde todas sus canciones son del género del corrido tras Corridos Prohibidos lanzado 8 años antes.

## Lista de canciones
| Jefe de jefes. Disco 1 |                              |          |  |
| N.º                    | Título                       | Duración |  |
| 1.                     | «Jefe De Jefes»              | 3:35     |  |
| 2.                     | «El Sucesor»                 | 3:03     |  |
| 3.                     | «Por debajo del agua»        | 3:18     |  |
| 4.                     | «El Dolor de un Padre»       | 3:38     |  |
| 5.                     | «También las Mujeres Pueden» | 3:39     |  |
| 6.                     | «El Rengo del Gallo Giro»    | 3:07     |  |
| 7.                     | «Carne quemada»              | 2:56     |  |
| 8.                     | «Mis Dos Patrias»            | 3:33     |  |
| 9.                     | «El Prisionero»              | 3:23     |  |

(fuente)
| Jefe de jefes. Disco 2 |                                   |          |  |
| N.º                    | Título                            | Duración |  |
| 1.                     | «El mojado acaudalado»            | 3:43     |  |
| 2.                     | «Ni aquí ni allá»                 | 3:35     |  |
| 3.                     | «El tarasco»                      | 3:42     |  |
| 4.                     | «La paloma»                       | 3:06     |  |
| 5.                     | «Jesús Amado»                     | 3:09     |  |
| 6.                     | «Lo que sembré allá en la sierra» | 3:01     |  |
| 7.                     | «El Plantón»                      | 3:26     |  |
| 8.                     | «Las novias del traficante»       | 3:15     |  |
| 9.                     | «El General»                      | 3:27     |  |
| 10.                    | «El mojado acaudalado (acústico)» | 4:35     |  |

(fuente)

## Personal
- Hernán Hernández — Bajo electrónico, segunda voz y solista.
- Jorge Hernández — Primera voz, acordeón y Director del grupo
- Luis Hernández — Bajo sexto,
- Oscar Lara — Batería

- Eduardo Hernández — Bajo sexto, saxofón, acordeón, voz, arreglos, dirección artística y mezcla de audio
- James Dean — ingeniero, masterización, mezclado
- Arjan McNamara — masterización
- Joseph Pope — ingeniero assegujdaistente
- Alan Silfen — fotografía
- John Coulter — diseño gráfico
- Erin Flanagan — guardarropa
- Bill Hernández — guardarropa

## Posición en las listas
| Lista (1997)                         | Posición |
| ------------------------------------ | -------- |
| US Billboard Top Latin Albums        | 1        |
| US Billboard Regional Mexican Albums | 1        |
| US Billboard Top Heatseekers         | 5        |
| US Billboard 200                     | 149      |